# Claudio Langes
Claudio Langes, född 20 juli 1960 i Brescia, är en italiensk racerförare.

## Racingkarriär
Langes tävlade i formel 1 för EuroBrun säsongen 1990. Han lyckades dock inte förkvalificera sig till något lopp trots 14 försök innan hans stall EuroBrun lades ner vilket är ett rekord som står sig än idag.
Efter formel 1 tävlade han i Italienska standardvagns mästerskapet.

## F1-karriär
| Säsong | Stall/Tillverkare | Poäng | Placering |
| ------ | ----------------- | ----- | --------- |
| 1990   | EuroBrun-Judd     | 0     | –         |